# Jantina Tammes
Jantina "Tine" Tammes (jɑnˈtinaː ˈtinə ˈtɑməs; 23 de junio de 1871 – 20 de septiembre de 1947) fue una botánica y genetista neerlandesa; y, primera profesora de genética en los Países Bajos.

## Educación y vida tempranas
Nació el 23 de junio de 1871 en Groningen, Países Bajos. Era hija del fabricante de cacao Beerend Tammes y de Swaantje Pot. Tenía una hermana y cuatro hermanos, incluyendo el abogado internacional Arnold Tammes.
Después de graduarse del Instituto de Niñas en Groningen; tomó clases particulares en matemática, física y química,  matriculándose en la Universidad de Groninga en 1890 como una de once alumnas mujeres. Se le permitió asistir a conferencias, pero no para dar ningún examen, aunque se le otorgó un diploma de enseñanza.

## Carrera de investigaciones
En 1897, fue nombrada ayudante de Jan Willem Moll, profesor de botánica en la Universidad de Groninga. A través de su mediación, fue invitada en 1898 para realizar investigaciones, de varios meses, en el laboratorio de Hugo de Vries, en donde acabó siendo nombrada profesora adjunta de fisiología vegetal en la nuevamente fundada Universidad de Ámsterdam. Allí trabajó en asuntos de variabilidad, evolución biológica, y genética. En 1901, fue la primera mujer en los Países Bajos en serle otorgado una beca del Fondo Buitenzorg para conducir recolecciones botánicas en Java, una de las pocas en conseguir eso sin ser una doctorando. Sin embargo, su mala salud le impidió viajar al Lejano Oriente y Moll le ofreció un lugar no remunerado en su laboratorio.
En la década siguiente, publicó varios trabajos influyentes. En Die Periodicität morphologischer Erscheinungen bei den Pflanzen (La frecuencia de fenómenos morfológicos en plantas) fue una de las primeras científicos holandeses en informar variabilidad, evolución y genética. En 1907,  publicó Der Flachsstengel: Eine statistisch-anatomische Monographie (El tallo de lino: Una monografía anatómica estadística) en donde utilizó estadística y teoría de probabilidad para arrojar luz sobre la herencia de rasgos genéticos en el lino.
En 1911, recibió un doctorado honorario en zoología y botánica. A partir de abril de 1912 reemplazó a Moll como jefa de microscopía práctica. En 1919 fue nombrada profesora extraordinaria de variabilidad y genética, la primera profesora en Holanda en este campo de investigación.
De 1932 a 1943 Tammes fue editora de la revista Genetica. También fue activa en la Asociación Holandesa de Mujeres en la Educación Superior (Vereniging van Vrouwen met Hogere Opleiding o VVAO) y una oponente abierta del principio de la eugenesia. Falleció en Groningen en 1947.
- La abreviatura «Tammes» se emplea para indicar a Jantina Tammes como autoridad en la descripción y clasificación científica de los vegetales.[6]

## Otras lecturas
- Stamhuis, Ida H. (1970–80). "Tammes, Jantina", Dictionary of Scientific Biography. 25. New York: Charles Scribner's Sons. p. 1–3. ISBN 9780684101149.

- «Publicaties van Tine Tammes». Genetica 22 (6): 6-8. 1941. doi:10.1007/BF02026775. contiene una bibliografía de la obra de Tammes.